# Lomcovák
Un Lomcovák es una maniobra acrobática que puede ser realizado por un avión acrobático. Esta maniobra se hizo famosa al realizarla el piloto acrobático Ladislav Bezák durante el primer Campeonato del Mundo de Vuelo Acrobático, en el cual se coronó campeón. También es conocida como abracadabra.
"Lomcovák" traducido al castellano, significa "causa de un dolor de cabeza" o "resaca". La expresión "Lomcovák" proviene de la región de Moravia, famosa por su slivovitz Jelínek, un brandy checo , y se utiliza comúnmente para describir los movimientos de rotación de una persona que ha bebido demasiado.

## Descripción
El Lomcovak es una familia libre de maniobras realizadas en exhibiciones aéreas o en el programa de cuatro minutos libre de una competición de acrobacia aérea. No está en el catálogo de Aresti y por lo tanto no puede ser utilizado en la competición.
La maniobra consiste en caer el avión a través del eje de cabeceo (de extremo a extremo), mientras que viaja en una dirección lateral (punta de ala a punta de ala).

## Procedimiento
Volar un Lomcovák (Lomcevak) variará en técnica de un avión a otro avión y de un piloto a otro. A continuación se describe la técnica más común para un motor de rotación con sentido horario.
Se encabrita hasta los 45, mientras simultáneamente se alabea hacia la izquierda con el alerón y se mete pie izquierdo en el timón de dirección, entonces se empuja la palanca hacia delante. El avión debe hacer dos rotaciones completas antes de quedarse sin energía. Se neutralizan todos los controles y el avión se recuperará con el morro hacia abajo. Se recupera hasta volver a vuelo horizontal. Puede ser necesario reducir la potencia cuando se está recuperando en ciertos casos.
Esto es generalmente la misma técnica utilizada para hacer un knife edge spin (hacia arriba o hacia abajo).